# Euphyllodromia jugata
Euphyllodromia jugata es una especie de cucaracha del género Euphyllodromia, familia Ectobiidae.

## Distribución
Esta especie se encuentra en Bolivia.